# Coulée Grou
Pour les articles homonymes, voir Grou (homonymie).

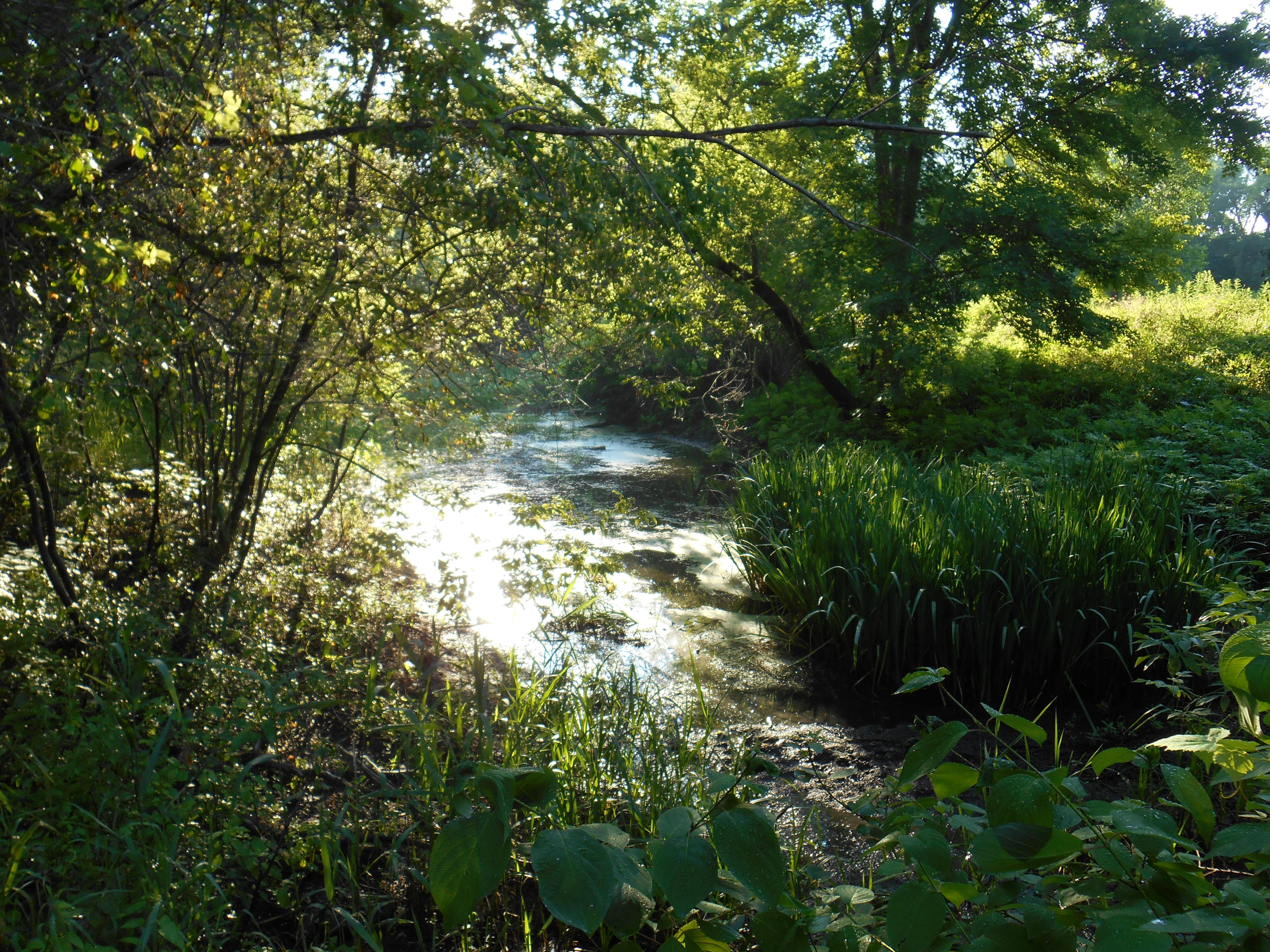
La coulée Grou

La Coulée Grou est un lieu de Montréal situé dans l'arrondissement de Rivière-des-Prairies–Pointe-aux-Trembles où survint une bataille durant les guerres franco-iroquoises. Le nom fait référence à Jean Grou, un pionnier de la Nouvelle-France et ancêtre de l'historien Lionel Groulx qui a contribué à faire connaître cette histoire.

## Histoire
Jean Grou était parti jeune de Rouen pour arriver en Nouvelle-France en 1650 et établir une ferme à Pointe-aux-Trembles, à l'est de Montréal. La bataille eut lieu à cet endroit le 2 juillet 1690, Jean Grou et trois autres colons furent capturés et brulés vivants.
L'évènement s'est passé l'année suivant le massacre de Lachine durant lequel 97 colons furent « massacrés » par des Iroquois, le 5 août 1689 à Lachine.

« Un matin du 2 juillet une troupe de cent Indiens est signalée le long de la rivière des Prairies. C'est sans doute l'avant-garde des guerriers Rouges en route pour Québec où s'en viennent les Bostonnais. Déjà les habitants accourent, la hache et le fusil à la main, chez Jean Grou qui a le fort sur sa terre, dans le bois, en arrière de sa coulée. Il y a là, ce matin de juillet, tous les hommes de la côte, et parmi eux, pour les commander, le sieur Colombet. Ils sont environ vingt-cinq. Pendant que les femmes affolées s'enfoncent en toute hâte dans la forêt, traînant avec elles les enfants, la petite troupe de colons décide d'engager la bataille. Ils veulent, ces braves, défendre leurs familles, mais aussi, sans nul doute, arrêter les barbares sur la route de Québec. En ce temps-là tous voulaient servir, chacun se faisant, à son poste, le volontaire de la Nouvelle-France. Sans perdre une minute, Colombet et les autres se portent sur le bord de la grève et tirent les premiers coups. Quatre canots ennemis chavirent dans le courant. Surpris, les Iroquois poussent vers la rive et mettent pied à terre. Alors un combat furieux s'engage, corps à corps, sous le bois, le long de la coulée. Colombet essaie, mais en vain, de rallier ses hommes vers le fort. Les Français se battent en héros. Trente ennemis sont abattus; le reste prend la fuite. Les nôtres perdent quinze hommes dont cinq prisonniers, parmi lesquels Jean Grou. Le soir même, par peur des Iroquois, disent les vieux registres de la Pointe-aux-Trembles, l'on enterra sur place, près de la coulée de Jean Grou, les corps des Français tués. Quelques jours plus tard, en présence du Père Millet, Jean Grou et quatre de ses compagnons étaient brûlés chez les Onneyouts. »

— Lionel Groulx, 1920, Notre maître, le passé, 1924, pp. 71-76

## Combattants connus
Morts sur le champ
- De Colombet, commandant
- Jean Jallot, chirurgien

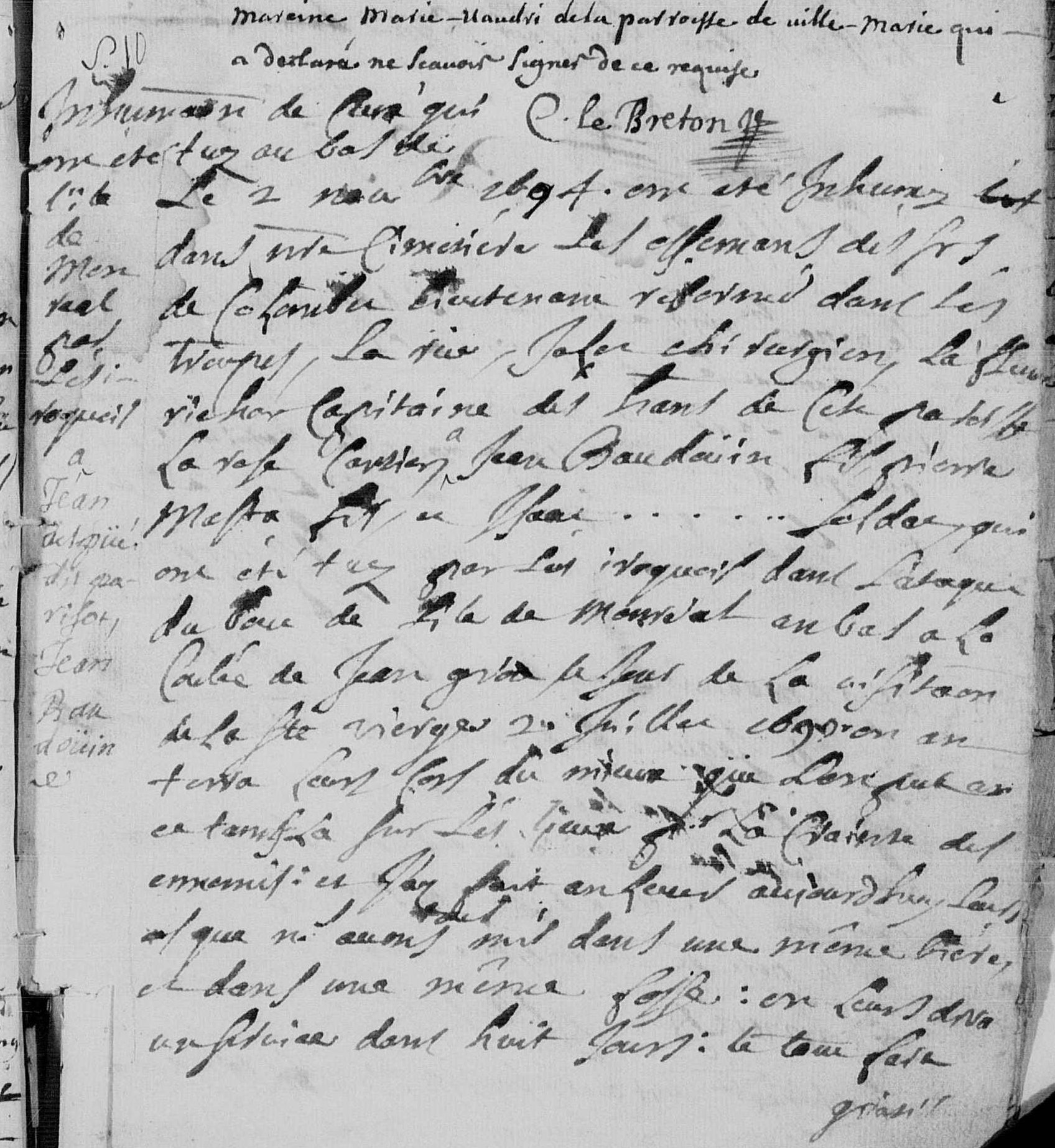
Extrait du registre de Pointe-aux-Trembles de 1694 où l'on fait mention de l'inhumation des hommes au cimetière. On avait d'abord enterré les morts au lieu de la bataille.

- Guillaume Richard dit Lafleur, capitaine de la milice de la Pointe-aux-Trembles
- Joseph Cartier dit Larose
- Jean Beaudoin, fils
- Pierre Masta
- Jean Delpué dit Parizot
- Nicolas Joly
- Un engagé du Grand Beauchamp
- Isaac, soldat

Faits prisonniers et brûlés
- Joseph de Montenon, sieur de la Rue
- Jean Raynault dit Planchard
- Jean Grou
- Paschange (Bertrand de Rennes)
- Le Bohême (Gaspard Dargan)

Fait prisonnier puis relâché
- Pierre Payet dit Saint-Amour

Blessé
- Antoine Chaudillon, chirurgien

## Lieu historique du Canada

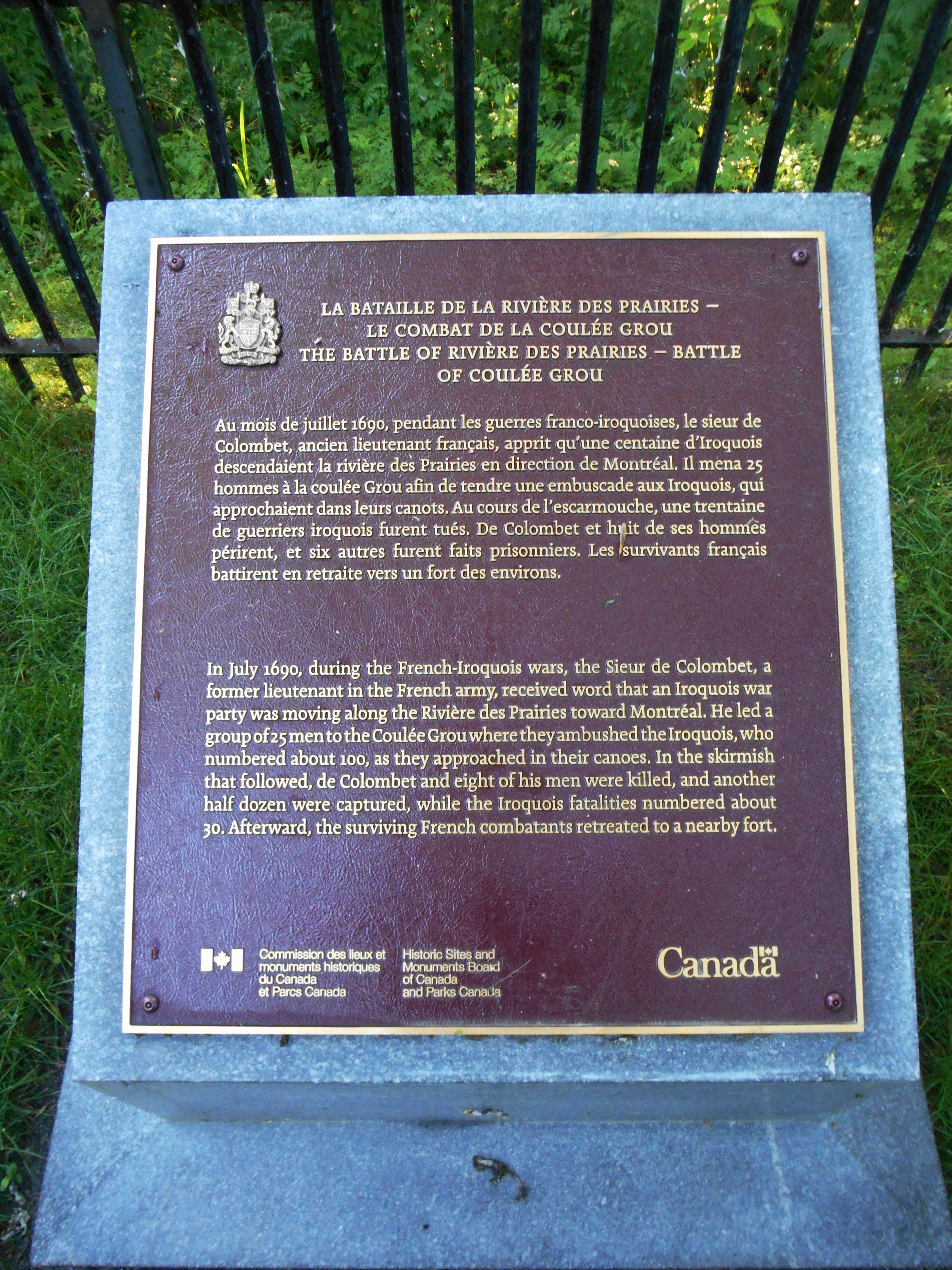
Plaque, 2014

L'endroit fut désigné lieu historique national du Canada en 1924. La Commission des lieux et monuments historiques du Canada installa un monument près de la Coulée Grou commémorant la bataille entre Français et Iroquois. Le lieu est désigné sous deux appellations : Bataille de la Rivière des Prairies / Combat de Coulée Grou. Le monument est situé près de la Coulée Grou et les inscriptions sur la plaque sont en français et en anglais.
Une première plaque disait : « Le 2 juillet 1690, le Sieur de Colombet, ancien lieutenant de l’armée française, est alerté de la présence d’un groupe d’Iroquois naviguant en canot sur la rivière des Prairies, le poussant à réunir 25 colons afin d’enquêter. Ils se rendent sur la propriété de Jean Grou, près du ruisseau qui porte son nom, et tirent sur les canots des Iroquois, en tuant quatre. Les Iroquois, au nombre d’une centaine environ, mettent pied à terre et engagent le combat avec les Français. Au terme de la bataille, 15 Français et 30 Iroquois sont tués ou fait prisonniers. »
Volée sans doute pour la valeur du métal, la plaque a été remplacée par une nouvelle qui dit : « Au mois de juillet 1690, pendant les guerres franco-iroquoises, le sieur de Colombet, ancien lieutenant français, apprit qu'une centaine d'Iroquois descendaient la rivière des Prairies en direction de Montréal. Il mena 25 hommes à la coulée Grou afin de tendre une embuscade aux Iroquois, qui approchaient dans leurs canots. Au cours de l'escarmouche, une trentaine de guerriers iroquois furent tués. De Colombet et huit de ses hommes périrent, et six autres furent faits prisonniers. Les survivants français battirent en retraite vers un fort des environs. »